# Chantelle Cameron
Chantelle Cameron, né le 14 mai 1991 à Northampton en Angleterre, est une boxeuse britannique. Boxant dans la catégorie des poids super-légers, elle remporte toutes les ceintures de championne du monde de la catégorie entre 2020 et 2022 jusqu'à unifier tous les titres. En mai 2023, Cameron défend avec succès ses ceintures contre l'Irlandaise Katie Taylor.

## Biographie
Chantelle Cameron commence les sports de combat par le kick-boxing à l'âge de 10 ans, inspirée par la série Buffy contre les vampires. Après un passage par le muay-thaï, elle se concentre sur la boxe anglaise à partir de l'âge de 18 ans.
Battue en quart de finale des championnats du monde de boxe anglaise 2016 par la Finlandaise Mira Potkonen sur une décision partagée, elle manque la qualification pour le tournoi olympique des poids légers de Jeux olympiques de Rio. Après cet échec, la boxeuse passe professionnelle en 2017.
Sacrée championne WBC après avoir battu Adriana Araújo en octobre 2020, Cameron défend pour la première fois sa ceinture face à Melissa Hernández (en) en mai après un report dû à un accident de voiture.
En octobre 2021, Chantelle Cameron domine Mary McGee (en), championne IBF, à l'O2 Arena sans laisser le moindre doute, les cartes des juges lui adjugent presque toutes les reprises (100-90, 99-91 et 99-92),. Toujours à l'O2 Arena, Cameron surclasse la boxeuse argentine Victoria Bustos en mai 2022, conservant ses ceintures après plusieurs mois de frustrations et l’annulation d'un combat contre Kali Reis,.
Opposée à Jessica McCaskill dans une soirée à Abou Dabi en novembre 2022, la Britannique domine l'Américaine et lui ravit ses ceintures WBA, WBO et IBO, devenant la première championne unifiée de la catégorie des poids super-légers.